# Symmocoides astuta
Symmocoides astuta är en fjärilsart som beskrevs av Lancelot A. Gozmany 1961. Symmocoides astuta ingår i släktet Symmocoides och familjen Symmocidae. Inga underarter finns listade i Catalogue of Life.